# De Floen Adlercrona

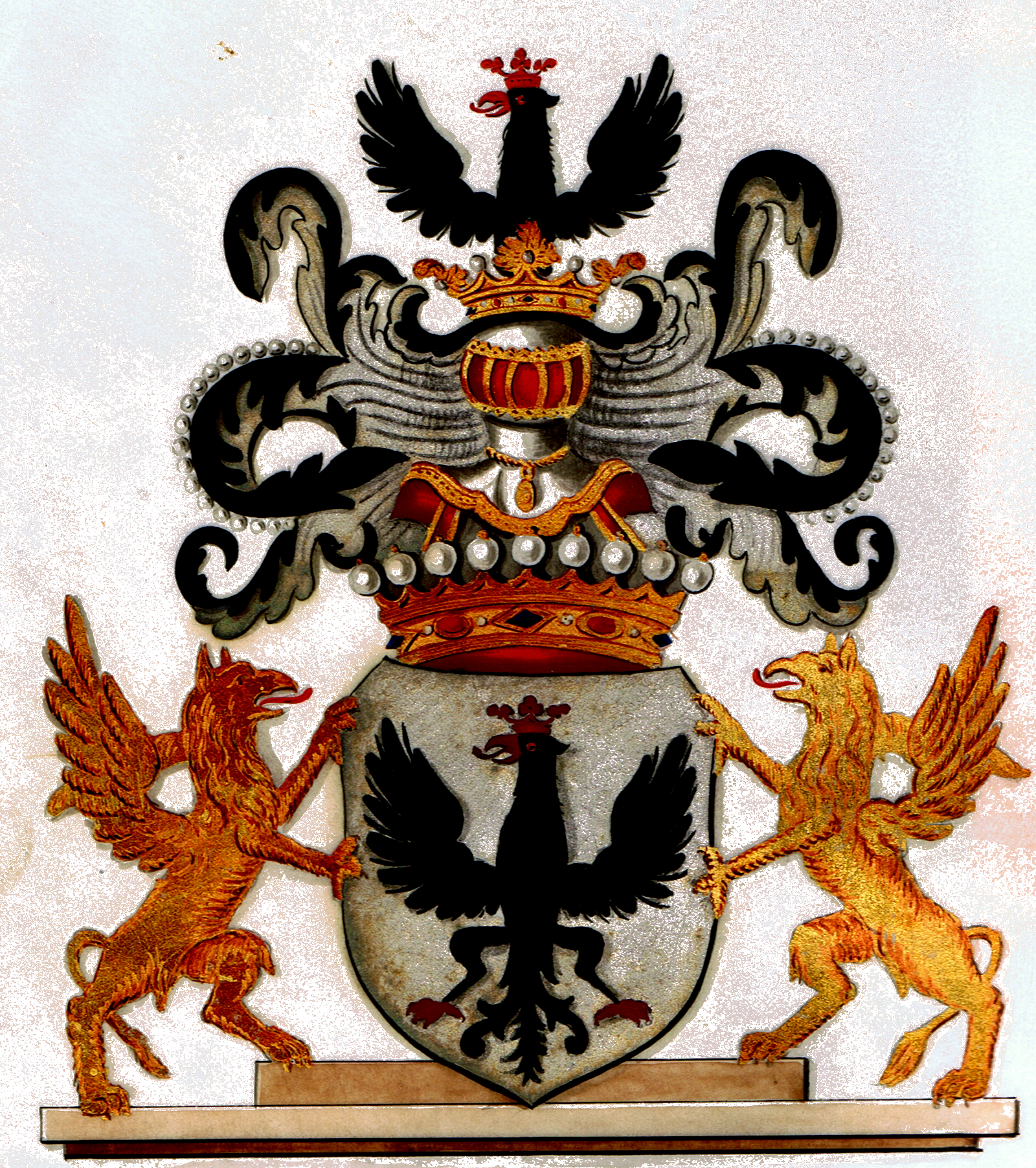

De Floen Adlercrona was een Zuid-Nederlandse adellijke familie van Zweedse oorsprong.

## Geschiedenis
Jean de Floën werd in 1674 in de adel opgenomen met de titel baron, verleend door Karel XI van Zweden. Hij voegde aan zijn naam Adlercrona toe, wat verwees naar zijn wapenschild met een adelaar en een kroon.

## Pierre de Floen Adlercrona
Pierre Jean François de Floen Adlercrona (Wezet, 23 maart 1773 - Luik, 16 december 1824) was een zoon van Pierre-Adolphe de Floen en van Marie-Jeanne de Fowarge. Zoals zijn vader werd hij officier in dienst van Oostenrijk en werd chef van een eskadron ulanen.
In 1805 trouwde hij met Marie-Victoire de Thiriart de Mutzhagen (1783-1851) en ze hadden twee dochters. In 1816 werd hij onder het Verenigd Koninkrijk der Nederlanden erkend in de erfelijke adel met de titel baron, overdraagbaar op al zijn afstammelingen en met de benoeming in de Ridderschap van de provincie Luik.
Hij werd lid van de Tweede Kamer en kamerheer van koning Willem I der Nederlanden.
Bij gebrek aan mannelijke naamdragers doofde zijn familietak uit in 1824.

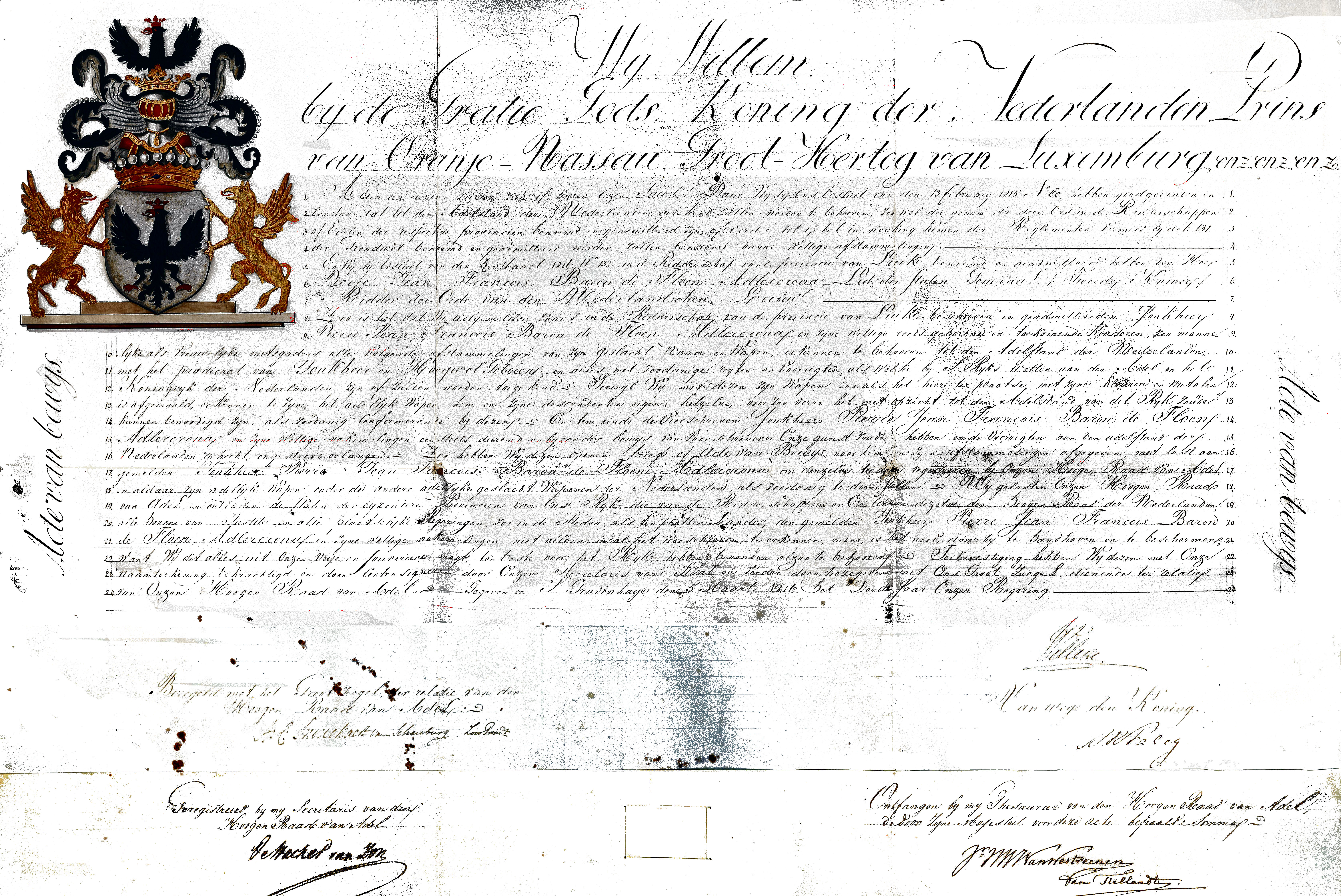
Adelsbrief van koning Willem I voor Pierre Jean François baron de Floen Adlercrona.

## Philippe de Floen Adlercrona
Philippe Antoine Michel Joseph de Floen Adlercrona (Visé, 25 april 1780 - 19 oktober 1885) was een broer van Pierre.
Hij werd in 1816 erkend in de erfelijke adel met de titel baron, overdraagbaar op alle afstammelingen en met benoeming in de Ridderschap van de provincie Luik.
Hij werd lid van de Provinciale Staten van Luik, gedeputeerde voor de provincie Luik en burgemeester van Wezet. Hij bleef vrijgezel.